# Tournedos
Tournedos ou "tornedó" é um bife da parte mais grossa do lombo de vaca (filé mignon) envolvido numa fina fatia de toucinho.
O nome deriva das palavras francesas tourner (virar) e dos (costas). Existem inúmeras guarnições e acompanhamentos. A mais famosa é atribuída a Gioacchino Rossini e é composta por foie gras e trufas.